# ОШ „Десанка Максимовић” Ваљево
ОШ „Десанка Максимовић” је основна школа у Ваљеву. Почела је са радом у новом школском објекту у Ваљеву 28. новембра 1978. године, под називом ОШ „Ваљевски НОП одред”.

## Историјат
Формирана је од ученика и радника бивше основне школе у Доњој Грабовици којој су се припојила основна школа Попучке и око 300 ученика из тадашњих основних школа „Жикица Јовановић-Шпанац” и „Миша Дудић” из Ваљева. Одлуком Савета за просвету СО Ваљево, а уз сагласност органа управљања школе у Доњој Грабовици, ове две школе су се интегрисале 1971. године. Седиште школе било је у Доњој Грабовици, а обе школе су радиле као осморазредне. 
Изградњом нове школске зграде у Новом Насељу 1978. године, формирана је тадашња школа „Ваљевски НОП одред”. Одлуком Владе Републике Србије 22. августа 2000. године, школа мења свој назив ОШ „Ваљевски НОП одред” и добија данашњи назив.

## Школа данас
Школа данас обухвата подручја три Месне заједнице Ново Насеље, Доња Грабовица и Горић, где су ученици распоређени у 25 одељења од првог до осмог разреда. Школу похађа око 80% ученика са градског подручја и око 20% ученика са сеоског подручја. 